# Nuculana hamata
Nuculana hamata – gatunek małża morskiego należącego do podgromady pierwoskrzelnych.
Muszla wielkości: długość 1,2 cm, szerokość 0,7 cm, kształtu wydłużonego, zwykle dwukrotnie dłuższa niż szersza. Jeden koniec owalny drugi szpiczasty. Kolor muszli brązowy. 
Siedliskiem jest piaszczysty muł głębokich wód. Występuje na głębokości do 82 metrów.
Są rozdzielnopłciowe, bez zaznaczonych różnic płciowych w budowie muszli. Odżywiają się planktonem oraz detrytusem.
Występuje w Ameryce Północnej, na terenie USA.